# Maria Lazzari
Maria Lazzari (Padova, 24 agosto 1903 – Bergen Belsen, 1945) è stata una partigiana italiana.

## Biografia
Prima delle quattro figlie di Antonio, controllore sui tram, e della casalinga Giuseppina Bertoni, Maria Lazzari, dopo le scuole tecniche, si impiegò come segretaria presso lo studio dell'avvocato Umberto Merlin. A giugno 1928 sposò l'avvocato Giulio Pinori,  da cui ebbe la figlia Giuliana (Giuggi); il matrimonio durò sei anni e nel 1934 dalla Toscana ritornò con la figlia a Padova, nella casa dei genitori in via Marsala 12.
Il padre partecipava attivamente alla vita politica e fu uno dei promotori delle prime Case di Mutuo Soccorso operaio della zona; negli anni del fascismo, continuò in clandestinità a ricevere in casa antifascisti e con la figlia Maria fu schedato dalla Questura di Padova alla fine del 1943. Nella primavera del 1944 Maria fu arrestata, interrogata presso il comando delle SS di via Diaz e rinchiusa nel carcere giudiziario dei Paolotti; ritornò in libertà dopo circa una settimana. 
La sorella Parisina condivise le attività antifasciste della famiglia: le sorelle diedero ospitalità nella loro abitazione, limitrofa al ghetto, all'amico di famiglia Marcello Levi Minzi, arrestato durante una retata nel febbraio 1944 e poi deportato ad Auschwitz, dove morì, e un componente della famiglia Gesses, entrambi ebrei. Collaborarono con il gruppo FRAMA che aiutava gli ebrei preparando la loro fuga in Svizzera o per via mare attraverso il porto di Chioggia.
A causa di una delazione, il 16 settembre 1944 Maria e Parisina furono arrestate e poi rilasciate. Nell'ottobre 1944 vennero nuovamente arrestate: Parisina fu inviata al lager di Bolzano e Maria fu condotta nel carcere di Santa Maria Maggiore di Venezia e, dopo tre settimane, fu trasferita a Trieste, nelle carceri del Coroneo. A gennaio 1945 Maria fu trasferita a Ravensbruck, un campo a ottanta chilometri da Berlino che ospitava prevalentemente donne e bambine, su un carro bestiame, riservato agli oppositori politici. Riuscì a gettare fuori dal treno una lettera per la sorella Parisina, che fu raccolta da uno sconosciuto che la fece pervenire alla famiglia.
Quando le truppe sovietiche erano ormai vicine alla capitale tedesca, Maria e le altre detenute furono trasferite a piedi verso Bergen-Belsen, a oltre cinquecento chilometri. Lazzari raggiunse il campo ma lì si ammalò di tifo e morì pochi giorni prima della liberazione del campo da parte degli inglesi, avvenuta il 15 aprile 1945. Parisina sopravvisse alla sorella: dopo la liberazione dalla prigionia in aprile 1945, si dedicò all'impegno sindacale; morì nel 1987.

## Riconoscimenti
Nel dopoguerra le è stata riconosciuta la militanza alla memoria nella Brigata Garibaldi Franco Sabatucci, con il grado di capitano e dirigente del servizio di assistenza sanitaria.
A lei è intitolata una scuola, l'Istituto Tecnico Commerciale Statale di Dolo.
Nel 2013 è stata inserita nel Giardino dei Giusti del Mondo di Padova: l'albero e la stele si trovano a Noventa Padovana, lungo la strada che porta a Stra.
Padova le ha dedicato una passeggiata.